# André Dae Kim
André Dae Kim (nacido el 2 de diciembre de 1996) es un actor canadiense. Es conocido por su papel como Winston Chu en las series de televisión canadienses Degrassi: The Next Generation y Degrassi: Next Class, y como Dylan Edwards en la serie de CBS Salvation.

## Primeros años y educación
Kim nació en Edmonton y creció en Mississauga, donde se unió al programa de teatro en la escuela secundaria Cawthra Park. Asistió al programa conjunto de estudios de teatro y drama de la Universidad de Toronto Mississauga y el Sheridan College.

## Carrera
En 2012, mientras estaba en décimo grado, Kim envió una audición en video a los productores de Degrassi, quienes le otorgaron el papel de Winston Chu en Degrassi: The Next Generation y luego en Degrassi: Next Class, la cual se estrenó en 2016. En 2017 fue nominado al premio Joey por su papel en Salvation y por su papel en Degrassi: Next Class. Kim fue nominado al premio Young Entertainer Award en 2017 y 2018 por su papel en Degrassi: Next Class. 

## Filmografía
| Año       | Título                        | Papel           | Notas                     |
| --------- | ----------------------------- | --------------- | ------------------------- |
| 2013–2015 | Degrassi: The Next Generation | Winston Chu     | Papel principal           |
| 2015      | Degrassi: Don't Look Back     | Winston Chu     | Película para televisión  |
| 2016–2017 | Degrassi: Next Class          | Winston Chu     | Papel principal           |
| 2017–2018 | Salvation                     | Dylan Edwards   | Papel principal           |
| 2018      | Schitt's Creek                | Adolescente     |                           |
| 2018      | Mary Kills People             | Joshua Yang     |                           |
| 2018      | In Contempt                   | Fabian Reyes    |                           |
| 2018      | The Detail                    | Hugo            |                           |
| 2018      | Private Eyes                  | Aubrey          |                           |
| 2019      | Samanthology                  | Yumiko          |                           |
| 2019      | American Gods                 | El Hijo (1987)  |                           |
| 2019      | Hudson & Rex                  | Toby            | School Daze               |
| 2019      | Northern Rescue               | Trevor          | 4 episodios               |
| 2020      | Locke & Key                   | Mark Cho joven  | 3 episodios               |
| 2020      | Good Witch                    | Zack            |                           |
| 2020      | The Hardy Boys                | Billy           | "Of Freedom and Pleasure" |
| 2021      | Coroner                       | Ben             |                           |
| 2022      | Vampire Academy               | Christian Ozera | Papel principal           |
| 2022      | Star Trek: Strange New Worlds | Jefe Kyle       |                           |

## Premios y nominaciones
| Año  | Premio                   | Categoría                                                                    | Título               | Resultado |
| ---- | ------------------------ | ---------------------------------------------------------------------------- | -------------------- | --------- |
| 2017 | Premios Joey             | Mejor actor principal recurrente o actor invitado en una serie de televisión | Salvation            | Nominado  |
| 2017 | Premios Joey             | Mejor actor principal o regular en una serie de televisión                   | Degrassi: Next Class | Nominado  |
| 2017 | Premio Young Entertainer | Mejor actor protagonista joven en una serie de televisión                    | Degrassi: Next Class | Nominado  |
| 2018 | Premio Young Entertainer | Mejor actor protagonista joven en una serie de televisión                    | Degrassi: Next Class | Nominado  |